# Слактерис, Янис Екабович
Янис Екабович Слактерис (латыш. Jānis Slakteris; 21 марта 1901 года — 1973 год, Латвийская ССР) — председатель колхоза «Цоде» Бауского района, Латвийская ССР. Герой Социалистического Труда (1958).

## Биография
С 1947 года — председатель колхоза «Цоде» Бауского района с центром в одноимённом селе.
Под его руководством колхоз добился значительных успехов в экономическом и социальном развитии. На средства колхоза была построена начальная школа в центре села. Вывел колхоз в число передовых сельскохозяйственных предприятий Бауского района. Указом Президиума Верховного Совета СССР от 15 февраля 1958 года удостоен звания Героя Социалистического Труда «за выдающиеся успехи, достигнутые в деле развития сельского хо¬зяйства по производству зерна, картофеля, сахарной свеклы, мяса, молока и других продуктов сельского хозяйства, и внедрение в производство достижений науки и передового опыта» с вручением ордена Ленина и золотой медали Серп и Молот.
Руководил колхозом до выхода на пенсию в 1963 году. Персональный пенсионер союзного значения. Умер в 1973 году.